# New Jersey
 Ovo je glavno značenje pojma New Jersey. Za album sastava Bon Jovi pogledajte New Jersey (album).
New Jersey je savezna država koja pripada srednjoatlantskoj i sjeveroistočnoj regiji SAD-a. Na sjeveru graniči s državom New York, na jugozapadu s državom Delaware, na zapadu s Pennsylvanijom, a na istoku izlazi na Atlantski ocean. New Jersey leži unutar metropolitanskih područja gradova New Yorka i Philadelphije.
Bio je nastanjen domorodnim stanovništvom više od 2800 godina, a prva su europska naselja u ovom području osnovali Šveđani i Nizozemci ranih 1600-tih. Englezi su kasnije preuzeli kontrolu nad ovim područjem, nazvavši ga pokrajinom New Jersey, koja je bila dodijeljena kao kolonija siru Georgeu Carteretu i Johnu Berkeleyju, prvom barunu Berkeleyju od Strattona. U to vrijeme, naziv kolonije je preuzet od najvećeg otoka među Engleskim kanalskim otocima, Jerseyja. New Jersey je bio važno mjesto tijekom rata američke revolucije; nekoliko odlućnih bitki se ondje odvilo. Kasnije su ljudi koji su radili u tvornicama u gradovima kao što su Peterson i Trenton potpomogli događanje industrijske revolucije u 19. stoljeću. Smještaj New Jerseyja u središtu sjeveroistočnog koridora, između Bostona, New York Cityja, Philadelphije, Baltimorea i Washingtona (D.C.), potakao je brzi rast kroz procvat predgrađa 1950-tih i kasnije. Danas New Jersey ima najveću gustoću naseljenosti među ostalim saveznim državama SAD-a, i drugi po veličini prosječni dohodak. 

## Okruzi (Counties)
New Jersey se sastoji od 21 okruga (counties).

## Najveći gradovi
| Grad          | Okrug      | Stanovnici 1. travnja 2000 | Stanovnici 1. srpnja 2004 |
| ------------- | ---------- | -------------------------- | ------------------------- |
| Newark        | Essex      | 273.546                    | 280.451                   |
| Jersey City   | Hudson     | 240.055                    | 239.079                   |
| Paterson      | Passaic    | 149.222                    | 150.869                   |
| Elizabeth     | Union      | 120.568                    | 124.724                   |
| Trenton       | Mercer     | 85.403                     | 85.379                    |
| Camden        | Camden     | 79.904                     | 79.948                    |
| Clifton       | Passaic    | 78.672                     | 79.944                    |
| East Orange   | Essex      | 69.824                     | 68.930                    |
| Passaic       | Passaic    | 67.861                     | 68.662                    |
| Union City    | Hudson     | 67.088                     | 66.167                    |
| Vineland      | Cumberland | 56.271                     | 58.009                    |
| New Brunswick | Middlesex  | 48.573                     | 50.010                    |
| Plainfield    | Union      | 47.829                     | 47.987                    |
| Perth Amboy   | Middlesex  | 47.303                     | 48.823                    |
| West New York | Hudson     | 45.768                     | 46.231                    |
| Hackensack    | Bergen     | 42.677                     | 43.681                    |